# ألفا سينوكلين
ألفا سينوسلين هو بروتين موجود في الدماغ يعتبر من أحد مكونات الرئيسية لأجسام ليوي . اجسام ليوي هي كتل من تجمعات بروتينية وهذة تمثل الصفية المميزة لمرض الشلل الرعاشي وله دور في تطور مرض الشلل الرعاشي .
ان التغير الوراثي في الجين المسؤول عن تعبير الفا ساينوسلين يساهم في الإصابة بالمرض الشلل الرعاشي
في حالات نادرة لمرضى الشلل الرعاشي العائلي جين الفا ساينوسلين ينتج اما كميات كبيرة أو اشكال غير طبيعية للبروتين قد تؤدي إلى تسمم خلايا المخ مما ينتج ضعف في خلايا العصبية
ان العلاجات المرض الشلل الرعاشي التي قد تنتج تقليل تعبير الجينا لفا الساينلسين أو منع تجميع بروتينات يمكن لهذه العلاجات منع أو تاخير ظهور المرض
من ناحية علم الأمراض ان الفا ساينوسلين موجود في بعض أجهزة الجسم لا يساهم في المرض الشلل الرعاشي إضافة إلى انه يتواجد في المرضى الذين لا تظهر عليهم علامات سريرية
ان دراسة الفا ساينلسين أمر مهم لغرض معرفة تاثيره في مناطق عديدة من الجهاز العصبي المركزي عند المادة السوداء وما بعدها
اخيرا البحث جاري لتحديد دور الفا ساينوسلين الذي قد يستخدم ك علامات بايلوجية لمرض الشلل الرعاشي.

## روابط خارجية
- alpha-Synuclein في المكتبة الوطنية الأمريكية للطب نظام فهرسة المواضيع الطبية (MeSH).